# Torneo Metropolitano 2011 (Uruguay)
El Torneo Metropolitano 2011 fue la competencia organizada por la FUBB que comenzó el 8 de abril de 2011 y culminó el 3 de agosto del mismo año.
En el torneo participaron los equipos de la Segunda División del básquetbol uruguayo. Tuvo como resultado el ascenso a Primera División de Tabaré, el equipo campeón y de Nacional, el subcampeón. Además del descenso a Tercera de Capurro (quien decidió no participar) y 25 de Agosto.

## Sistema de disputa
El Metro 2011 se jugó a dos ruedas todos contra todos en el formanto local-visitante y al finalizar de la temporada, los seis primeros de la tabla jugaron una liguilla por los ascensos arrastrando la mitad de los puntos ganados.
Los últimos cuatro de la tabla tras el clasificatorio jugaron su permanencia en la divisional mediante play-out. Este será al mejor de tres entre los equipos ubicados en los puestos y los cruces se darán de la siguiente forma, 7.º vs 10.º y 8.º vs 9.º además el 7.º y el 8.º llevan ventaja de 1 a 0. Los perdedores jugarán al mejor de tres encuentros, llevando ventaja de 1 a 0 el equipo mejor ubicado en la primera fase del Torneo. El perdedor descendió a Tercera División junto a Capurro, quien ya estaba descendido ya que decidió no participar del Torneo.
La liguilla será jugada por los seis primeros equipos del clasificatorio. Tabaré por obtener el primer lugar al finalizar la liguilla fue el "Campeón del Torneo Metropolitano 2011" y obtuvo el ascenso a la Liga Uruguaya. Por otra parte los equipos ubicados entre el 2.º al 5.º puesto jugaron play-off por el segundo ascenso.
El play-off por el segundo ascenso se jugaron en escenarios neutrales al mejor de tres encuentros, los cruces fueron 2.º vs 5.º y 3.º vs. 4.º. Los equipos clasificados 2.º y 3.º de la liguilla entrarán a su respectiva llave de play-off con ventaja de 1 a 0.
Los ganadores de ambas llaves jugaron por el segundo ascenso en también en cancha neutral al mejor de 3 partidos esta vez sin ventaja para ninguno. El ganador fue Nacional por lo que ascendió a Primera bajo el título de "vicecampeón del Torneo Metropolitano 2011" para participar de la LUB.

## Homenajes
Este torneo recibió el nombre de "80 Aniversario de los Clubes Tabaré y Urunday Universitario", en conmemoración de estos. Además la primera y la segunda rueda recibieron los nombres de Sr. Raúl Ballefín y Sr. Rubén Vázquez respectivamente.

## Clubes participantes
| Club                  | Posición Temporada Anterior   |
| --------------------- | ----------------------------- |
| 25 de Agosto          | 9.º en la temporada regular.  |
| Atenas                | Descendió la LUB.             |
| Capitol               | 10.º en la temporada regular. |
| Larrañaga             | Finalista.                    |
| Goes                  | Vicecampeón de DTA.           |
| Nacional              | 8.º en la temporada regular.  |
| Tabaré                | 7.º en la temporada regular.  |
| Urunday Universitario | Campeón de DTA.               |
| Verdirrojo            | Semifinalista.                |
| Yale                  | Semifinalista.                |

## Desarrollo

### Temporada regular
En esta temporada comenzó el 8 de abril y se jugó su última fecha el 3 de agosto.
En esta temporada se definieron los seis equipos que pasarían a jugar la liguilla y los cuatro que jugarían por su permanencia en la divisional.
| Posición | Club         | PG | PP |
| -------- | ------------ | -- | -- |
| 1.º      | Tabaré       | 15 | 3  |
| 2.º      | Larrañaga    | 12 | 6  |
| 3.º      | Goes         | 12 | 6  |
| 4.º      | Nacional     | 12 | 6  |
| 5.º      | Urunday      | 10 | 8  |
| 6.º      | Atenas       | 10 | 8  |
| 7.º      | Capitol      | 6  | 12 |
| 8.º      | Yale         | 5  | 13 |
| 9.º      | Verdirrojo   | 5  | 13 |
| 10.º     | 25 de Agosto | 3  | 15 |

|  | Equipos clasificados a la liguilla.           |
|  | Equipos que pasan a jugar por la permanencia. |

### Permanencia
El primer partido por la permanencia se jugó el 21 de junio y el último fue el 25 del mismo mes, resultando con el descenso de 25 de Agosto
|  | Semifinales     | Semifinales     |   |  | Final        | Final |  |
|  |                 |                 |   |  |              |       |  |
|  |                 |                 |   |  |              |       |  |
|  | 8 Yale          | 2               |   |  |              |       |  |
|  | 9 Verdirrojo    | 0               |   |  |              |       |  |
|  |                 |                 |   |  |              |       |  |
|  |                 |                 |   |  |              |       |  |
|  |                 |                 |   |  | 9 Verdirrojo | 2     |  |
|  |                 | 10 25 de Agosto | 0 |  |              |       |  |
|  |                 |                 |   |  |              |       |  |
|  |                 |                 |   |  |              |       |  |
|  |                 |                 |   |  |              |       |  |
|  |                 |                 |   |  |              |       |  |
|  | 7 Capitol       | 2               |   |  |              |       |  |
|  | 10 25 de Agosto | 0               |   |  |              |       |  |

| Desciende a la DTA |
| ------------------ |
| 25 de Agosto       |

### Liguilla
Se jugó entre el 24 de junio y el 9 de julio, aunque el 11 de julio se jugó un partido de desempate. En esta etapa se definió al campeón del torneo y los cuatro equipos que pasarían a jugar en play-off, en busca del segundo ascenso.
| Posición | Club      | Puntos | PG | PP |
| -------- | --------- | ------ | -- | -- |
| 1.º      | Tabaré    | 24.0   | 17 | 6  |
| 2.º      | Nacional  | 23.0   | 15 | 8  |
| 3.º      | Larrañaga | 23.0   | 15 | 8  |
| 4.º      | Goes      | 21.5   | 13 | 10 |
| 5.º      | Atenas*   | 21.0   | 12 | 11 |
| 6.º      | Urunday   | 21.0   | 12 | 11 |

- Atenas clasificó sobre Urunday tras vencerlo 99-85 en un partido desempate.

|  | Asciende a LUB            |
|  | Clasifica a los Play off. |

| Campeón del Torneo Metropolitano 2011 |
| ------------------------------------- |
| Tabaré Ascenso a LUB                  |

### Play-Off
Se jugaron al mejor de tres. El ganador consiguió el segundo ascenso a la LUB
|  | Semifinales | Semifinales |   |  | Final      | Final |  |
|  |             |             |   |  |            |       |  |
|  |             |             |   |  |            |       |  |
|  | 2 Nacional  | 2           |   |  |            |       |  |
|  | 5 Atenas    | 0           |   |  |            |       |  |
|  |             |             |   |  |            |       |  |
|  |             |             |   |  |            |       |  |
|  |             |             |   |  | 2 Nacional | 2     |  |
|  |             | 3 Larrañaga | 1 |  |            |       |  |
|  |             |             |   |  |            |       |  |
|  |             |             |   |  |            |       |  |
|  |             |             |   |  |            |       |  |
|  |             |             |   |  |            |       |  |
|  | 3 Larrañaga | 2           |   |  |            |       |  |
|  | 4 Goes      | 0           |   |  |            |       |  |

| Vicecampeón del Torneo Metropolitano 2011 |
| ----------------------------------------- |
| Nacional Ascenso a LUB                    |